# 哈科布·姆克尔强
哈科布·姆克尔强（1997年3月8日—），亚美尼亚男子举重运动员，2014年夏季青年奥运会男子77公斤级金牌得主、2019年欧洲举重锦标赛男子89公斤级金牌得主、2019年世界举重锦标赛男子89公斤级金牌得主、2021年欧洲举重锦标赛男子96公斤级铜牌得主。